# Đồng La

Vị trí tại Miêu Lật

Đồng La (tiếng Trung: 銅鑼鄉; bính âm: Tóngluó Xiāng) là một hương (xã) của huyện Miêu Lật, tỉnh Đài Loan, Trung Hoa Dân Quốc (Đài Loan). Trên địa bàn hương dự kiến sẽ hình thành trung tâm văn hóa Khách Gia - công viên Miêu Lật. Tổng diện tích của Đồng La là 78,3800 km², dân số vào tháng 8 năm 2011 là 19.346 người thuộc 5.988 hộ gia đình, mật độ cư trú đạt 246,8 người/km².